# Arttu Pohjola
Arttu Pohjola (7 giugno 2001) è un saltatore con gli sci finlandese.

## Biografia
Attivo in gare FIS dal febbraio del 2017, Pohjola ha esordito in Coppa del Mondo il 22 dicembre 2019 a Engelberg (53º) e ai Campionati mondiali a Oberstdorf 2021, dove si è classificato 7º nella gara a squadre.

## Palmarès

### Coppa del Mondo
- Miglior piazzamento in classifica generale: 164º nel 2019